# Steatoda retorta
{{Bảng phân loại
| name = Steatoda retorta
| image = 
| image_caption = 
| regnum = Animalia
| phylum = Arthropoda
| unranked_classis = Arachnomorpha
| subphylum = Chelicerata
| classis = Arachnida
| ordo = Araneae
| familia = Theridiidae
| genus = Steatoda
| species = S. retorta
| binomial = Steatoda retorta
| binomial_authority = [[José Valentín Herrera José Valentín Herrera González]], 1987
}}
Steatoda retorta là một loài nhện trong họ Theridiidae.
Loài này thuộc chi Steatoda. Steatoda retorta được [[José Valentín Herrera José Valentín Herrera González]] miêu tả năm 1987.